# Позитивна Црна Гора
Позитивна Црна Гора била је грађанска политичка партија у Црној Гори. ПЦГ је основана 26. маја 2012. године и профилисала се као суверенистичка партија, грађанске оријентације и левог центра. Угашена је у октобру 2019.
На оснивачком конгресу који је одржан пред 414 делегата из целе Црне Горе, за првог председника странке изабран је ембриолог Дарко Пајовић. На својим првим парламентарним изборима посланичка листа "Позитивна Црна Гора — Дарко Пајовић" освојила је 29.881 глас, односно 8,4% и седам мандата у Скупштини Црне Горе.
Позитивна Црна Гора је самостално учествовала на свим локалним изборима који су одржани у 2012. и 2013. години, и у свим тим градским скупштинама имала одборнике — у Котору, Будви, Никшићу и Андријевици.
На изборима 2016-те године, ПЦГ није прешла цензус те није ушла у црногорски парламент, након тог изборног неуспеха Дарко Пајовић је дао оставку на место председника. Већина црногорских аналитичара али и бивши председник странке верују да је давање подршке влади при гласању о поверењу 40. црногорске владе разлог за губитак гласова, имајући у виду да је партија на претходних изборима имала опозициону реторику и на основу тога добила гласове.